# 마크앤서니 케이
마크앤서니 케이(영어: Mark-Anthony Kaye, 1994년 12월 2일 ~ )는 캐나다의 축구 선수로 현재 메이저 리그 사커의 뉴잉글랜드 레벌루션에서 미드필더로 활동하고 있다.